# Arrondissement de Sam Notaire
Das Arrondissement de Sam Notaire in der Großstadt Ville de Guédiawaye der Metropolregion Dakar in Senegal ist neben dem Arrondissement de Wakhinane Nimzatt eines der beiden Arrondissements, in die das mit der Stadt flächengleiche Département Guédiawaye gegliedert ist. Die beiden Arrondissements entstanden 2021 durch Teilung des bis dahin für das ganze Stadtgebiet zuständigen Arrondissement de Guédiawaye. Das neue Arrondissement ist übergeordnete Verwaltungsebene für zwei der fünf im Stadtgebiet auf der Ebene der kommunalen Selbstverwaltung als Gemeinde (commune) geschaffenen Stadtbezirke. Die Präfektur des Arrondissements liegt in Sam Notaire.

## Geografie
Das Arrondissement nimmt den Westen der Stadt ein, hat eine Fläche von 6,9640 km² und ist fast vollständig bebaut. Es ist sowohl nach Fläche als auch Einwohnerzahl etwas größer als das Arrondissement de Wakhinane Nimzatt. Beide sind durch den hohen Grad der Urbanisierung über die Stadtgrenzen hinweg mit den benachbarten Arrondissements Arrondissement de Yeumbeul, Arrondissement de Pikine Dagoudane und Arrondissement des Parcelles Assainies baulich zusammengewachsen.

## Bevölkerung

Arrondissements und Stadtbezirke in Guédiawaye (orange)

Die letzten Volkszählungen ergaben für das Arrondissement folgende Einwohnerzahlen:
| Commune        | Fläche km² | Einwohner 2013 | Einwohner 2023 |
| Golf Sud       | 4,2610     | 92.345         | 114.069        |
| Sam Notaire    | 2,7030     | 78.660         | 80.566         |
| Arrondissement | 6,9640     | 171.005        | 194.635        |